# Coisas da Geração
Coisas da Geração é o segundo álbum de estúdio da banda brasileira Lagum. Foi lançado em 14 de junho de 2019.
Dia 25 de novembro de 2022 lançaram em mídia física.

## Lista de faixas
Todas as canções foram composta por Tio Wilson, Jorge, Pedro Calais, Francisco Jardim, Zani e Julio Andrade, e produzida por Paul Ralphes.
| Adaptadas do Apple Music. |                                    |         |  |
| N.º                       | Título                             | Duração |  |
| 1.                        | "Detesto Despedidas"               | 2:53    |  |
| 2.                        | "Chegou de Manso"                  | 2:54    |  |
| 3.                        | "Andar Sozinho" (com part. de Jão) | 3:00    |  |
| 4.                        | "Oi"                               | 2:55    |  |
| 5.                        | "Vai Doer no Peito"                | 3:43    |  |
| 6.                        | "Reggae Bom"                       | 2:48    |  |
| 7.                        | "Se For pra Ser"                   | 2:16    |  |
| 8.                        | "Falando a Verdade"                | 2:33    |  |
| 9.                        | "Coisas da Geração"                | 2:54    |  |
| 10.                       | "Lua"                              | 2:49    |  |
| 11.                       | "Grato um Tanto"                   | 2:47    |  |
| 12.                       | "Fale Mais"                        | 2:48    |  |
| 13.                       | "Pedro"                            | 1:40    |  |
| 14.                       | "É Seu"                            | 2:00    |  |
| Duração total:            | Duração total:                     | 38:03   |  |

## Certificações
| País (Empresa)             | Certificação |
| -------------------------- | ------------ |
| Brasil (Pro-Música Brasil) | Platina      |